# Angelo Arcidiacono
Angelo Arcidiacono (* 25. September 1955 in Catania; † 26. Februar 2007 ebenda) war ein italienischer Säbelfechter.

## Erfolge
Angelo Arcidiacono gewann bei den Weltmeisterschaften 1977 in Buenos Aires im Einzel sowie 1978 in Hamburg mit der Mannschaft jeweils Bronze. Zweimal nahm er an Olympischen Spielen teil: 1976 belegte er in Montreal im Einzel den neunten Rang, während er mit der Mannschaft ungeschlagen das Finale erreichte. In diesem setzte sich die Sowjetunion mit 9:4 durch, sodass Arcidiacono gemeinsam mit Michele Maffei, Mario Aldo Montano, Mario Tullio Montano und Tommaso Montano die Silbermedaille erhielt. Bei den Olympischen Spielen 1984 stand er mit der italienischen Equipe in Los Angeles erneut im Finalkampf, in dem Frankreich mit 9:3 bezwungen wurde. Somit wurde Arcidiacono zusammen mit Ferdinando Meglio, Gianfranco Dalla Barba, Marco Marin und Giovanni Scalzo Olympiasieger. Nach den Spielen konzentrierte er sich auf seine berufliche Laufbahn in der Medizin.